# Andrew Hjulsager
Andrew Hjulsager, född den 15 januari 1995, är en dansk fotbollsspelare som spelar som mittfältare för belgiska Gent.

## Karriär
Den 11 juni 2021 värvades Hjulsager av belgiska Gent, där han skrev på ett fyraårskontrakt.